# Sasnowy Bor (rejon dzierżyński)
Sasnowy Bor (biał. Сасновы Бор; ros. Сосновый Бор, Sosnowyj Bor) – osiedle na Białorusi, w obwodzie mińskim, w rejonie dzierżyńskim, w sielsowiecie Stańków.
Sasnowy Bor położony jest wśród lasów, przy byłej bazie wojskowej obrony przeciwlotniczej. Składa się z zabudowy wielorodzinnej.